# Sombre reflet
Sombre reflet (Batman: The Black Mirror) est un récit s'étirant sur plusieurs comic books publiés par DC Comics et ayant pour personnage principal Batman. Il a été scénarisé par Scott Snyder et dessiné par Jock et Francesco Francavilla. L'histoire a été publiée dans les numéros n°871 à 881 de Detective Comics en 2011.

## Personnages
- Dick Grayson sous le masque de Batman
- James Gordon Jr
- James Gordon
- Barbara Gordon
- Le Joker

## Publications

### Éditions françaises
- 2012 : Batman : Sombre Reflet (Urban Comics, collection DC Classiques, 2 volumes) : première édition française
- 2016 : Batman : Sombre Reflet (Urban Comics, collection DC Deluxe, intégrale) : réédition en 1 volume  (ISBN 979-1-0268-1065-0)